# Centro Stata

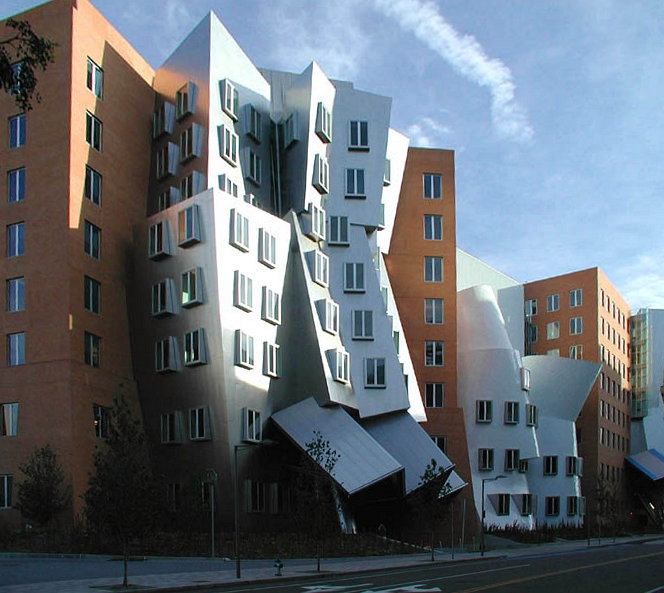

Centro Stata, do MIT, inaugurado em 16 de março de 2004.
O Centro Ray e Maria Stata é um complexo acadêmico de 40 000 m² desenhado por Frank Gehry, arquiteto vencedor do Prêmio Pritzker, para o Instituto de Tecnologia de Massachusetts (MIT). O prédio começou a ser ocupado em 16 de março de 2004. Fica no local do antigo Prédio 20 do MIT, o qual hospedou o histórico Laboratório de Radiação, em Cambridge, Massachusetts, nos Estados Unidos da América.
O financiamento principal para este projeto foi fornecido por Ray Stata (MIT, turma de 1957) e Maria Stata. Outros grandes financiadores principais Bill Gates e Alexander Dreyfoos (MIT, turma de 1954). Acima do quarto andar, o edifício divide-se em duas estruturas distintas: a torre Gates e a torre Dreyfoos.
Contidos no interior do edifício, estão o Laboratório de Ciência da Computação do MIT e o Laboratório de Inteligência Artificial, o Laboratório de Sistemas de Informação e Decisão, bem como o Departamento de Linguística e Filosofia. Celebridades acadêmicas como Noam Chomsky, Rodney Brooks e Ron Rivest têm escritórios lá. O fundador do W3C, Tim Berners-Lee e o fundador do Movimento do Software Livre, Richard Stallman, também têm escritórios no Centro.
Várias matérias do MIT, como a 6 001 - o curso introdutório de ciências da computação - são ministradas no interior do Centro. O 'Café da Família Forbes' também está localizado nele, servindo café da manhã e almoço para o público.
À maneira típica do MIT, embora os nomes dos financiadores sejam gravados no edifício e em alguns mapas, o complexo também é conhecido pelo seu número, "Edifício 32", e os nomes das torres já foram reduzidos para as suas letras iniciais: Torre "G" e Torre "D".

## A resposta da crítica

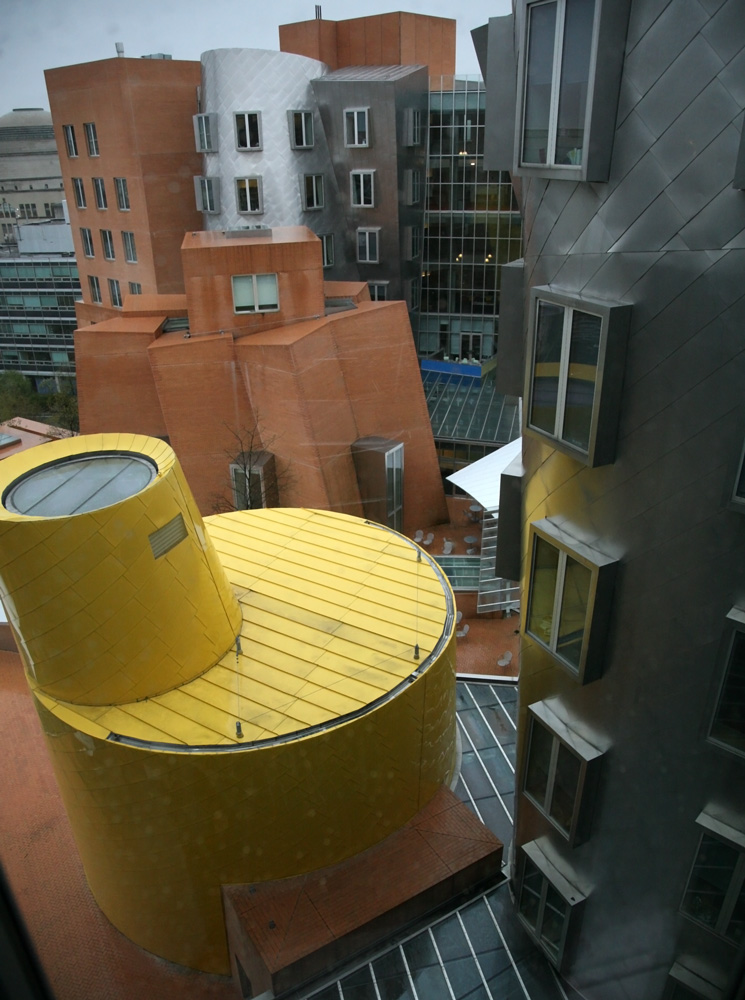
Vista do sétimo andar

O arquiteto colunista da Boston Globe, Robert Campbell, escreveu uma avaliação brilhante do edifício em 25 de abril. De acordo com Campbell, "o Stata sempre vai parecer inacabado. Também parece que está prestes a entrar em colapso. As colunas se inclinam em ângulos assustadores. As paredes balançam, desviam e colidem em curvas e ângulos aleatórios. Os materiais mudam onde quer que se olhe: tijolo, aço de superfície espelhada, alumínio escovado, tintas de colorido brilhante, metal corrugado. Tudo parece improvisado, como se jogado no último instante. Esse é o ponto. A aparência do Stata é uma metáfora para a liberdade, ousadia e criatividade da pesquisa que deve ocorrer dentro dele." Campbell afirmou que os excessos nos custos e atrasos na conclusão do Centro Stata não são mais importantes do que problemas semelhantes relacionados com a construção da Catedral de São Paulo.

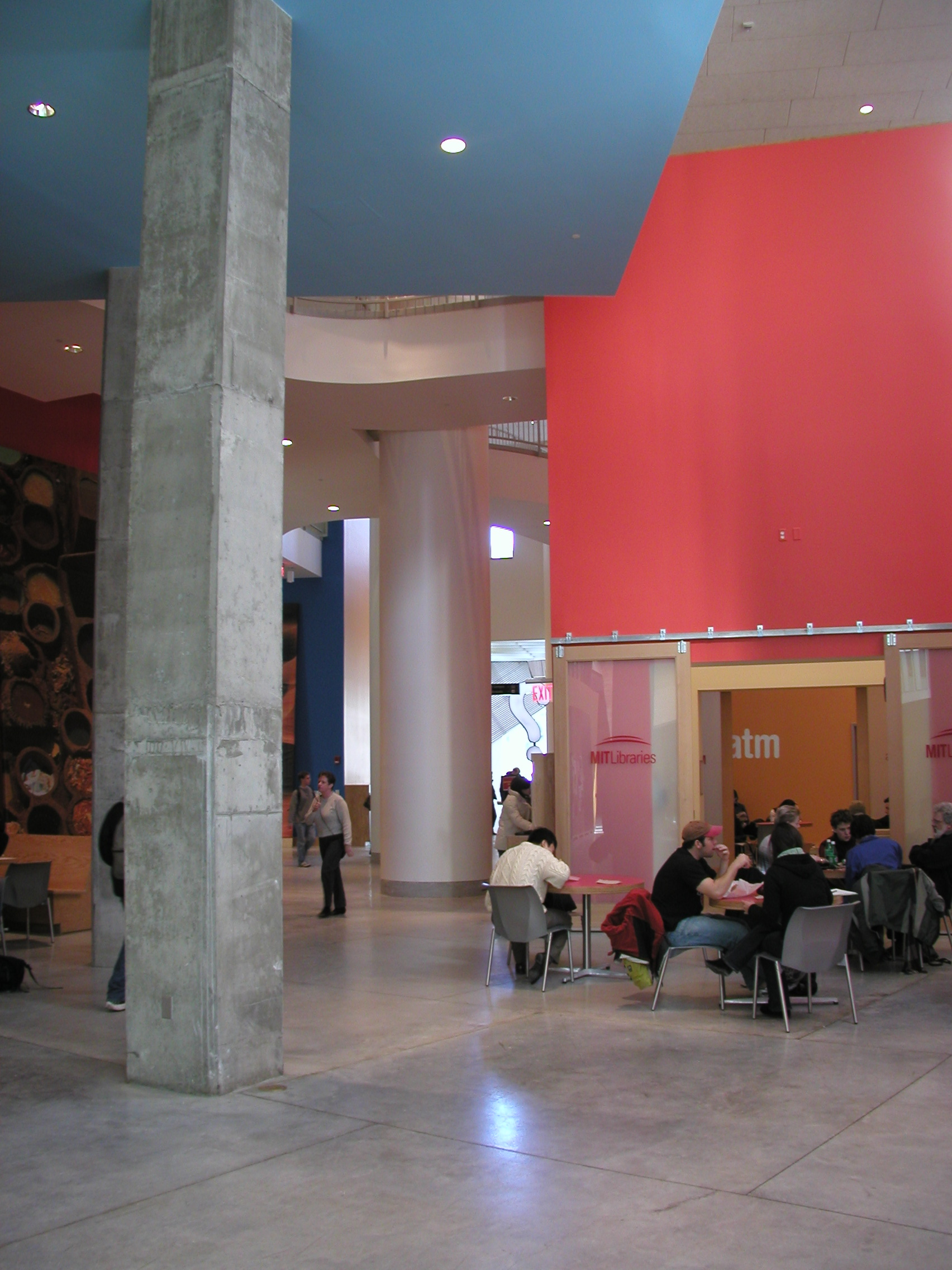
Interior do piso principal, Torre Gates

O Guia Kaplan/Newsweek de 2005, "Como entrar na faculdade", que lista 25 universidades consideradas sob algum aspecto notáveis pelos, reconhece o MIT como a que tem a arquitetura "mais descolada", colocando grande ênfase no Centro Stata.
Embora existam muitos que elogiem o edifício e, de fato, a partir da perspectiva de outras obras de Gehry, ele ser considerado por alguns como um dos melhores trabalhos do arquiteto, há certamente muitos que são menos entusiasmado pela estrutura. O uso de vidros como paredes interiores significa que aqueles que trabalham no prédio tem que abrir mão do senso de privacidade. Há também uma sala de aula onde, devido à ligeira inclinação das paredes, algumas pessoas têm tido sensação de vertigem. O prédio também foi criticado como insensível às necessidades dos seus habitantes, mal projetado para uso no dia-a-dia, e com um custo oficial de 283,5 milhões dólares, extremamente superfaturado. Provavelmente um dos aspectos mais bem sucedidos do edifício é o sistema de circulação interna com nichos para reuniões improvisadas e encostos ao longo da parede.

## Ocupantes
- Laboratório de Ciência da Computação e de Inteligência Artificial
- Laboratório de Sistemas de Informação e Decisão
- Departmento de Linguística e Filosofia